# Adelaide Bishop
Adelaide Bishop (Nova York, EUA, 23 de juny de 1928 – Sarasota, Florida, EUA, 20 de juny de 2008) fou una soprano operística, cantant-actriu de teatre musical, directora d'òpera, directora d'escena, i professora de cant estatunidenca. Va començar la seva carrera com adolescent apareixent en musicals de Broadway als inicis de la dècada del 1940. Va ser la soprano principal de l'Òpera de Ciutat de la Nova York (NYCO) el 1948, on va actuar fins a la dècada del 1960 en un repertori ample d'òperes d'autors alemanys, francesos, italians i anglesos, d'una varietat de períodes musicals. A finals de la dècada del 1950 va començar la seva etapa de direcció escènica i de professora de cant, treballant amb moltes companyies d'òpera d'arreu els Estats Units d'Amèrica i treballant a les facultats de música de diverses universitats nord-americanes. Va ser també directora artística de la Wolf Trap Opera durant molts anys.

## Primers anys: 1928–1948
Nascuda a la ciutat de Nova York, Adelaide Bishop va començar els seus estudis de cant quan era encara una adolescent, amb diversos professors, incloent-hi Paul Breisach, Louis Polanski, Rose Landver i també va anar al Taller d'Òpera Rossini del tenor Luigi Rossini (1898-1982, nebot-besnet del compositor Gioacchino Rossini). Va fer el seu debut a Broadway als 15 any, fent de Fritzi en la reestrena de 1943 de Blossom Time, un musical que va tenir en aquella reestrena un total de 43 representacions. Va retornar a Broadway el 1945 fent de Betty Ellis en el musical The Girl From Nantucket amb Jane Kean com a Dodey Ellis i Helen Raymond com a Keziah Getchel.
El 24 d'octubre de 1946, Adelaide Bishop va fer el seu debut d'òpera professional com a Blonde a l'òpera Die Entführung aus dem Serail (El rapte en el serrall) de Mozart amb American Opera Company, a l'Academy of Music de Filadèlfia. El desembre següent va retornar a Broadway per a fer de Gretchen en la reestrena de The Red Mill de Victor Herbert, quan la producció va arribar al Shubert Theatre procedent del Richard Rodgers Theatre del carrer 46è. En gener de 1948, Bishop va retornar a Filadèlfia per a interpretar la Letitia de The Old Maid and the Thief de Gian Carlo Menotti. El compositor va assistir a una de les representacions i va quedar tant impressionat amb Bishop que va contactar Laszlo Halasz, director de la New York City Opera (NYCO), i li va suggerir que la contractés. Aquest va ser el punt de partida Això de l'oferta de contracte amb la NYCO i del seu debut amb la companyia fent la Gilda de l'òpera Rigoletto de Verdi, el dia 18 d'abril de 1948.

## Els anys de la NYCO: 1948–1960
Després d'això la carrera de Bishop es va orientar cap a l'òpera, decididament lluny del teatre musical. Fins i tot les seves dues restants interpretacions a Broadway van ser en produccions d'òpera: el paper de Lucia en l'estrena en els EUA de The Rape of Lucretia de Benjamin Britten (1948), al Ziegfeld Theatre, i Adele de Die Fledermausde Johann Strauss fill (1954), amb la Companyia d'Opereta de la Ciutat de Nova York. Va esdevenir ràpidament una de les favorites del NYCO a finals de la dècada del 1940 i va anar representar molt papers de soprano lírica amb la companyia durant la dècada del 1950, incloent-hi The Stepdaughter (la fillastra) en l'estrena mundial de Six Characters in Search of an Author d'Hugo Weisgall (1959) i Mary Stone en l'estrena a Nova York de The Devil and Daniel Webster de Douglas Moore (1959). Entre les moltes representacions seves amb la NYCO s'inclouen Gretel en Hänsel und Gretel de Humperdinck, Liù en Turandot de Puccini, Musetta en La bohème del mateix autor, Norina en Don Pasquale de Donizetti, Olympia en Les Contes d'Hoffmann d'Offenbach, Sophie en Der Rosenkavalier de Richard Strauss i Susanna en Le nozze di Figaro de Mozart.
Malgrat actuar principalment amb la NYCO, Bishop va actuar ocasionalment amb altres companyies. El 1949 va cantar Gilda de Rigoletto amb la Philadelphia La Scala Opera Company amb Cesare Bardelli fent de Rigoletto, Rudolf Petrak com el Duc de Mantua i dirigint Giuseppe Bamboschek. Aquell any mateix va fer la seva primera aparició a la Central City Opera de Colorado fent d'Adele, i més tard va tornar-hi per cantar dues òperes de Gounod: Juliet en Roméo et Juliette (1951) i Marguerite en Faust (1954). El 1950 va fer d'Adele en un enregistrament televisiu de Dau Fledermaus amb la NBC Opera Theatre. El 1951 va fer la seva primera aparició amb la New Orleans Opera com Susanna, sent la Comtessa Frances Yeend i Cherubino Frances Bible, retornant temps després, el 1953, per fer Kathie a The Student Prince de Sigmund Romberg amb Brian Sullivan com Karl. Va interpretar Estelle en l'estrena de la versión orquestrada de The Stronger de Weisgall l'agost 1955 pel Fòrum de Compositors de la Universitat de Colúmbia. Aquesta interpretació de 1955 amb l'Orquestra de Cambra de Colúmbia va ser enregistrada.
El 1956, Bishop va cantar de nou Lucia, amb Jon Vickers i Regina Resnik en el reconegut Festival de Stratford del Canadà. El 1956, un altre cop amb la companyia NBC Opera Theatre, va interpretar Papagena en una versió en llengua anglesa de La flauta màgica de Mozart, amb Leontyne Price fent de Pamina, en una transmissió experimental de televisió en color. El 1957 va retornar a la NBC per aparèixer en l'òpera de Stanley Hollingsworth La Grande Breteche. Va fer la Reina Popotte en l'estrena als EUA de Le Voyage dans la Lune d'Offenbach el 1958, la qual fou també la primera producció amb muntatge de la companyia de Sarah Caldwell de l'Opera Company of Boston. La producció va ser tan bé rebuda que la companyia va ser convidada a presentar l'òpera en el jardí de la Casa Blanca en una actuació a la qual va assistir el president Dwight D. Eisenhower. Va retornar a Boston la temporada següent per a la producció de The Beggar's Opera.
De tots els papers que va representar, el més recordat és del paper principal en l'estrena mundial de Griffelkin de Lukas Foss, el qual va ser escrit per a la televisió. Fet per la NBC Opera Theatre, la primera representació en la NBC el 1955 va ser vista per una audiència estimada d'un milió de persones.

## Directora d'òpera i professora de cant
Bishop va començar a finals de la dècada del 1950 a treballar activament com a directora d'escena, jutge de concursos i professora de cant. Com a directora d'escena va treballar en produccions de moltes companyies d'arreu els EUA. Les òperes que va escenificar mostren una gamma molt ampla de repertori, incloent-hi obres estàndards com La traviata i El barber de Sevilla, però també obres estatunidenques del segle xx, com Summer and Smoke, The Crucible, i The Medium, per anomenar només unes poques. El 1968 Bishop va escenificar l'estrena mundial de Twelfth Night de David Amram al Lake George Opera.
Com a educadora, Bishop va treballar en les facultats de música de la Universitat Carnegie Mellon i en la Nova Escola de Música de la Universitat Mannes, ensenyant cant i dirigint produccions d'òpera de estudiants. Durant catorze anys va dirigir el departament d'òpera de la Universitat de Boston (1970–1984) i va dirigir el departament d'òpera i la direcció artística del teatre d'òpera de l'Hartt School (1982–1993). Va treballar també com a director artístic de la Wolf Trap Opera, un programa de formació estiuenc d'òpera per cantants joves.

## Vida personal
Bishop es va casar dues vegades, la primera amb Eugene Deatrick i la segona amb Bertram Schur. Va tenir només un fill, Peyton Deatrick Schur, i un net, Kyle Schur.
Va morir en un accident de cotxe en Sarasota, Florida, a només tres dies del seu vuitantè aniversari.